# Milan-San Remo 1988
L'édition 1988 de la course cycliste Milan-San Remo s'est déroulée le samedi 19 mars et a été remportée par le Français Laurent Fignon.

## Classement final
|    | Cycliste            | Pays                 | Équipe                         | Temps           |
| -- | ------------------- | -------------------- | ------------------------------ | --------------- |
| 1  | Laurent Fignon      | France               | Systeme U-Gitane               | 7 h 06 min 20 s |
| 2  | Maurizio Fondriest  | Italie               | Alfa Lum-Legnano               | + 0 s           |
| 3  | Steven Rooks        | Pays-Bas             | PDM-Ultima-Concorde            | + 8 s           |
| 4  | Fabio Roscioli      | Italie               | Ariostea-Gres                  | + 8 s           |
| 5  | Sean Kelly          | Irlande              | KAS-Mavic                      | + 8 s           |
| 6  | Giuseppe Calcaterra | Italie               | Atala-Ofmega                   | + 8 s           |
| 7  | Adri van der Poel   | Pays-Bas             | PDM-Ultima-Concorde            | + 8 s           |
| 8  | Erich Maechler      | Suisse               | Carrera Jeans                  | + 8 s           |
| 9  | Rolf Gölz           | Allemagne de l'Ouest | Superconfex-Yoko-Opel-Colnago  | + 8 s           |
| 10 | Giuseppe Petito     | Italie               | Gis Gelati-Jollyscarpe-Ecoflam | + 10 s          |